# سرطان رباعي
سرطان رباعي (الاسم العلمي: Ocypode quadrata) هو نوع من الحيوانات يتبع جنس السرطان السريع الأرجل من فصيلة السرطانات الشبحية.